# Ferrocarril Alexandria - el Caire
El ferrocarril Alexandria-el Caire fou la primera línia fèrria d'Egipte, oberta el 1855. George Stephenson va proposar la seva unió a la línia el Caire - ciutat de Suez però aquesta fou descartada. Més tard la línia es va estendre del Caire a Assuan. En aquest tram de la línia que havia d'arribar fins a Ciutat del Cap (Línia Caire - Ciutat del Cap), va morir ofegat al Nil l'hereu de Muhàmmad Said Paixà, Àhmad Rifaat, en un accident ferroviari culpa d'un error humà, aquest fet comportà que Ismaïl Paixà fos nomenat successor del seu oncle.